# Sandra Hüller
Sandra Hüller (født 30. april 1978) er en tysk skuespiller, i 2023 brød igennem på den internationale scene, da hun medvirkede i de anmelderroste og Oscar-nominerede film Anatomy of a Fall (dansk: (Frit fald; 2023) og The Zone of Interest (2023), hvor hun bl.a. var nomineret for førstnævnte film som bedste kvindelige hovedrolle ved Oscaruddelingen 2024. Hun er derudover også kendt for sin hovedrolle i endnu en hæderkronet film, Min far Toni Erdmann fra 2016, der bl.a. opnåede stor succes i de danske biografer.
Hüller vandt desuden for bedste kvindelige hovedrolle ved den anerkendte franske prisuddeling, Césarprisen i 2024 for filmen, foruden to nomineringer i kategorien ved British Academy Film Awards, for begge film.
Samme år blev Hüller inviteret til at blive optaget hos Academy of Motion Picture Arts and Sciences.